# أمار سيكيتش
أمار سيكيتش (بالألمانية: Amar Cekić)‏ مواليد 21 ديسمبر 1992 في ميونخ، هو لاعب كرة قدم بوسني. يلعب كلاعب وسط.

## المسيرة الاحترافية

### أندية لعب لها
- شتوتغارت كيكرز
- روت فايس إيسن

## روابط خارجية
- أمار سيكيتش على موقع قاعدة بيانات كرة القدم.إي يو (الإنجليزية)
- أمار سيكيتش على موقع Soccerway.com (الإنجليزية)
- أمار سيكيتش على موقع عالم كرة القدم.نت (الإنجليزية)